# 卡姆斯托克科納斯 (紐約州)
卡姆斯托克科納斯（英語：Comstock Corners）是位於美國紐約州尼亞加拉縣的非建制地區。

## 地理
卡姆斯托克科納斯所處的海拔為高於海平面189米（即620英呎），而該地所採用的時區為UTC-5，即北美东部时区（EST）。同時該地設有夏令時間，為UTC-5調快一小時，即UTC-4（EDT）。